# Intal Air
Intal Air is een Kirgizische luchtvaartmaatschappij met haar thuisbasis in Sharjah.

## Geschiedenis
Intal Air is opgericht in 2005.

## Vloot
De vloot van Intal Air bestaat uit: (februari 2007)
- 1 Boeing B-737-200C
- 3 Ilyushin IL-18D